# Casares (Montouto)
Os Casares são uma aldeia portuguesa pertencente à freguesia de Montouto, concelho de Vinhais e distrito de Bragança. A população é pouca e envelhecida e dedica-se sobretudo à agricultura e criação de gado.
Na aldeia existe uma Igreja de Invocação a Santa Cecília, um cemitério e várias casas utilizadas para turismo rural. Nos Casares passam uma ribeira e um rio, existem vários moinhos, minas e pombais.